# Eustasie

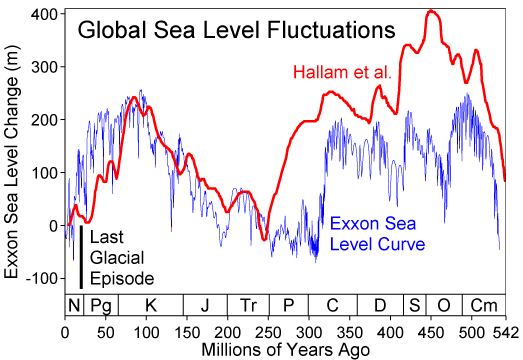
de verandering van het zeeniveau sinds het Cambrium

Eustasie is de verandering van het absolute wereldwijde zeeniveau langs de geologische tijdschaal. De eustatische zeespiegelverandering wordt gemeten ten opzichte van het middelpunt van de Aarde. De eustasie is een van de drie factoren die de diepte van de zeebodem bepalen. De andere twee zijn de snelheid waarbij sediment wordt aangevoerd (waardoor de zeebodem omhoog komt) en de snelheid waarmee plaatselijk subsidentie (tektonische daling van de aardkorst) plaatsvindt (waardoor de zeebodem lager komt te liggen).

## Beïnvloedingsfactoren
Factoren die op geologische schaal een rol spelen zijn:
- Opslag van water in ijs

In relatief koude perioden zal meer water op het land opgeslagen worden in de vorm van ijs, voornamelijk bij de polen en op gebergtes. De zeespiegel zal dan dalen. Een extreem voorbeeld van een koude periode is een ijstijd. Als een warmere periode aanbreekt zal het ijs smelten en het water weer in de oceanen terechtkomen, waardoor de zeespiegel stijgt.
- Temperatuur van het zeewater

Vanaf 4 °C daalt de dichtheid van water met stijgende temperatuur. In warmere perioden zal het zeewater uitzetten, wat een hoger zeeniveau tot gevolg heeft.
- Dichtheidsverschillen in de oceanische aardkorst

Door het principe van isostasie zal een stuk oceanische korst met een relatief hoge dichtheid dieper liggen dan een stuk oceanische korst met een lagere dichtheid. Geologisch jonge oceanische korst heeft een lage dichtheid doordat het warmer is. In perioden van de geologische tijdschaal dat er meer nieuwe oceanische korst wordt aangemaakt zullen de bodems van de oceanen daardoor omhoog komen, waardoor de zeespiegel zal stijgen.
- Opslag van water in landplanten

Planten zijn in staat om water vast te houden. In de periode dat de eerste landplanten ontstonden (zie evolutie) zakte de zeespiegel.
- Het broeikaseffect

De chemische samenstelling van de atmosfeer bepaalt de mate van het broeikaseffect. Vooral de hoeveelheid van zogenaamde broeikasgassen in de atmosfeer is belangrijk. Het broeikaseffect is een effect op de mondiale temperatuur, die (zie twee hierboven genoemde factoren) invloed heeft op de hoeveelheid water in de oceanen. Organismen die koolstof uit de atmosfeer gebruiken om hun skelet mee te bouwen hebben in de loop van de geologische tijdschaal invloed op de zeespiegel gehad. Als deze organismen sterven kan de CO2 in plaats van terug te keren naar de atmosfeer bewaard blijven in geologische afzettingen. Voorbeelden zijn de enorme steenkoollagen die in het Carboon zijn gevormd. Doordat de hoeveelheid CO2 in de atmosfeer in dat tijdperk minder werd, verzwakte het broeikaseffect en daalde de zeespiegel. Antropogene invloed is pas een factor geworden in de afgelopen 250 jaar. Door verbranding van fossiele brandstoffen versterkt de mens het broeikaseffect, waardoor de temperatuur stijgt.